# Архитектурный комплекс Полтавского института благородных девиц
Архитектурный комплекс Полтавского института благородных девиц — памятник архитектуры первой половины XIX века в Полтаве.
Архитектурный комплекс института благородных девиц (ныне Полтавского национального технического университета имени Юрия Кондратюка) является составной частью ампирного ансамбля Полтавы. Памятник архитектуры национального значения (классический стиль).

## История
План архитектурной застройки Полтавского института благородных девиц, выполненный по проекту архитектора Александра Штауберта, в 1828 году был утверждён в Санкт-Петербурге. Его строительством руководил архитектор Людовик Шарлемань.
Строительство началось в 1828 году. Сначала был возведён трёхэтажный центральный корпус (1830). Затем к нему были достроены другие составляющие комплекса здания. К 4 сентября 1832 года сооружение института представляло собой главное каменное трёхэтажное здание с двумя боковыми также каменными двухэтажными флигелями, соединёнными с основным корпусом каменными одноэтажными галереями.

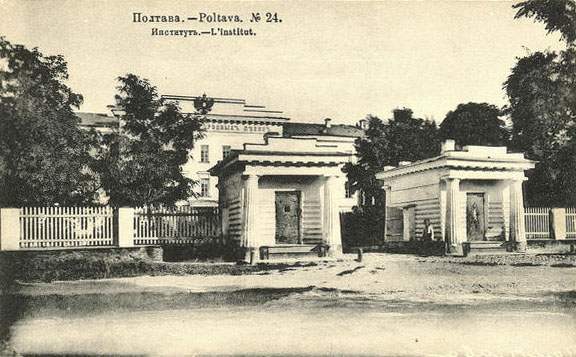
Пропилеи главного проезда на территорию комплекса

Последующие достройки, происходившие между 1833 и 1897 годами объединили все объекты комплекса в длинное (более 130 м) трёхэтажное сооружение. Двор был окружён каменной оградой, частично сплошной, частично решётчатой. Въезд на территорию института был украшен двумя пропилеями.
В 1841 году институту было передано помещение Полтавской школы садоводства — близкий по композиции и планировочно-архитектурным решением двухэтажный каменный дом расположен по соседству.
В образовавшемся институтском саду находился памятник императору Александру II, созданный в 1884 году на средства служащих и воспитанниц института и открытый 31 августа того же года. Памятник представлял собой бюст российского императора, вылитый из тёмной бронзы, поставленный на четырёхгранном пьедестале из красного балаклавского мрамора, стоящем на возвышении, со ступенями из серого гранита.
На пьедестале с лицевой стороны была надпись: «Царю-Отцу Александру II, Полтавский институт, 1818—1881 год». На остальных трёх сторонах следующие надписи: «Царю-Освободителю», «Царю-Мученику», и затем — числа, месяцы и годы посещения Государем института. Высота памятника от фундамента составляла более трёх метров. Бронзовый бюст был изготовлен в Санкт-Петербурге на фабрике Моранда, по модели генерал-адъютанта Тимошева; пьедестал сделан на фабрике Винченти в Севастополе, а ступени возвышения — в Кременчуге. В период Гражданской войны, в 1920 году, монумент был разрушен: бюст переплавлен, а пьедестал снесён.

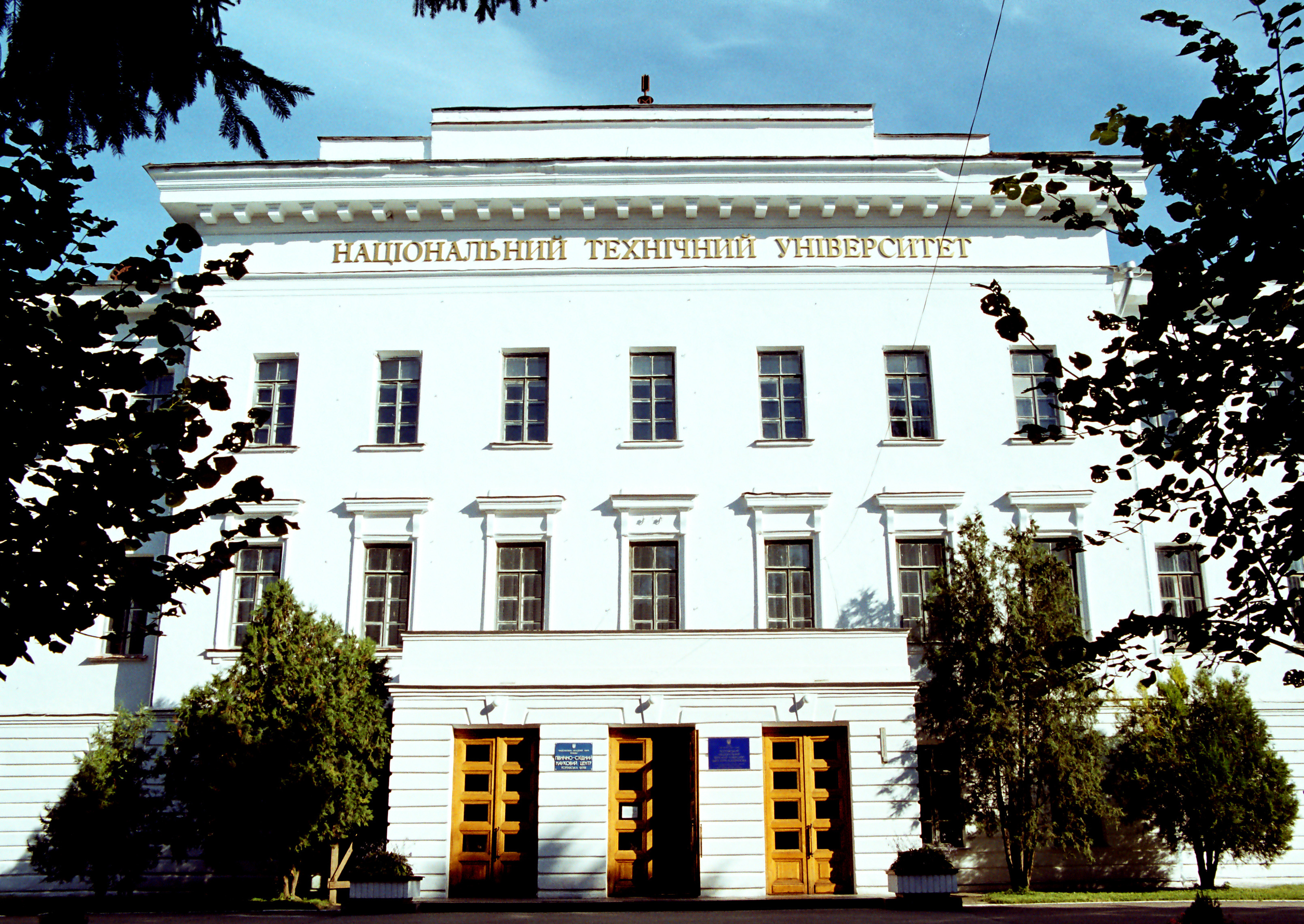
Главное здание института благородных девиц в настоящее время

Во время Великой Отечественной войны комплекс был сильно разрушен. После войны был восстановлен в первоначальном виде.
В настоящее время в этом здании размещается Полтавский национальный технический университет имени Ю. Кондратюка.